# Pagri
Pagri o Phari (Tibetano: ཕག་རི; Chino:帕里镇; pinyin:Pàlǐ Zhèn) es una ciudad del condado de Yadong en la Región Autónoma del Tíbet, China, cerca de la frontera con Bután. A partir de 2004 la ciudad tenía una población de 2121 habitantes. Es una de las ciudades más altas del mundo, ubicándose a aproximadamente 4,300 m (14,100 ft) sobre el nivel del mar en la cabeza del valle de Chumbi.

## Historia
Thomas Manning, el primer Inglés en llegar a Lhasa, visitó Pagri desde el 21 de septiembre hasta el 5 de noviembre de 1811 y dijo acerca de su habitación en la ciudad:  "... Suciedad, suciedad, grasa, humo. Miseria, pero muy buen cordero." Pagri tuvo cierta importancia militar en el siglo XX, cuando fue ocupada por la expedición británica al Tíbet dirigida por Francis Younghusband en 1904. La Fortaleza de Pagri (Dzong) es importante para el gobierno, ya que se sitúa entre el Tíbet y Bután. Pagri era un área de descanso en la ruta hacia Gyantse y última parada hacia Lhasa. Durante el verano de 1912, el decimotercer Dalái lama se reunió con Agvan Dorzhiev en la Fortaleza de Pagri y luego lo acompañó hasta el Monasterio de Samding, antes de regresar a Lhasa después de su exilio en la India.
Thubten Ngodup, el actual Oráculo de Nechung, nació en Pagri en 1957.

## Referencias

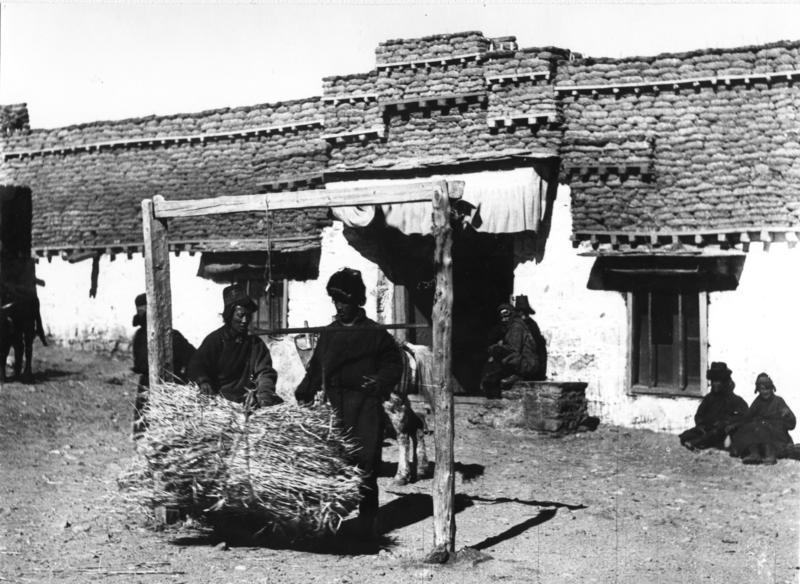
Phari Dzong, 1938

## Medio ambiente
Las casas son en su mayoría están hechas de piedra tradicional tibetana y madera. El valle de Pagri se encuentra en una zona de la estepa alpina en el lado sur de la región, con una temperatura promedio anual de -0.2 °C (31,6 °F), y una temperatura máxima extrema de 19,3 °C (66,7 °F). La precipitación anual es de unos 380 milímetros (15 pulgadas), la nieve y el hielo se derriten formando recursos hídricos, arbustos y praderas, formando un buen lugar para el desarrollo de la cría de animales. Pagri es rica en minerales, animales salvajes, plantas, y recursos turísticos. Es también un centro comercial, pero debido a su ubicación geográfica es propensa a los desastres naturales. En el verano son comunes inundaciones repentinas, deslizamientos de tierra, y en invierno se tienen avalanchas y tormentas de nieve. Las precarias instalaciones hacen que la zona sea vulnerable a los desastres. Durante la temporada de lluvias, los niveles de agua aumentan, causando graves inundaciones, reducción de la calidad del suelo y la tierra cultivable cada año, dañando el medio ambiente ecológico y representando una amenaza para los habitantes de Pagri. Al noreste de Pagri está el monte Jomolhari.

## Clima
Debido a su extrema altitud, Pagri tiene un clima alpino (Köppen ETH) que es demasiado frío para permitir el crecimiento de los árboles, aunque la altitud es todavía baja para la formación de permafrost. El invierno es severo, a pesar del hecho de que en el día la temperatura no baja más de 0 °C (32 °F), es muy seco y largo, extendiéndose hasta mayo. Las nevadas, son poco frecuentes debido a la sequedad. En los veranos se producen la mayoría de las precipitaciones, estos meses son frescos incluso en los meses más cálidos y húmedos aunque la región de los Himalayas son poco previsibles.
| Parámetros climáticos promedio de Pagri (1981-2010) | Parámetros climáticos promedio de Pagri (1981-2010) | Parámetros climáticos promedio de Pagri (1981-2010) | Parámetros climáticos promedio de Pagri (1981-2010) | Parámetros climáticos promedio de Pagri (1981-2010) | Parámetros climáticos promedio de Pagri (1981-2010) | Parámetros climáticos promedio de Pagri (1981-2010) | Parámetros climáticos promedio de Pagri (1981-2010) | Parámetros climáticos promedio de Pagri (1981-2010) | Parámetros climáticos promedio de Pagri (1981-2010) | Parámetros climáticos promedio de Pagri (1981-2010) | Parámetros climáticos promedio de Pagri (1981-2010) | Parámetros climáticos promedio de Pagri (1981-2010) | Parámetros climáticos promedio de Pagri (1981-2010) |
| Mes                                                 | Ene.                                                | Feb.                                                | Mar.                                                | Abr.                                                | May.                                                | Jun.                                                | Jul.                                                | Ago.                                                | Sep.                                                | Oct.                                                | Nov.                                                | Dic.                                                | Anual                                               |
| --------------------------------------------------- | --------------------------------------------------- | --------------------------------------------------- | --------------------------------------------------- | --------------------------------------------------- | --------------------------------------------------- | --------------------------------------------------- | --------------------------------------------------- | --------------------------------------------------- | --------------------------------------------------- | --------------------------------------------------- | --------------------------------------------------- | --------------------------------------------------- | --------------------------------------------------- |
| Temp. máx. abs. (°C)                                | 14.7                                                | 13.8                                                | 20.2                                                | 21.5                                                | 29.4                                                | 22.6                                                | 30.0                                                | 28.9                                                | 27.4                                                | 22.5                                                | 19.9                                                | 21.4                                                | 30.0                                                |
| Temp. máx. media (°C)                               | 0.9                                                 | 1.4                                                 | 3.9                                                 | 7.0                                                 | 10.0                                                | 12.5                                                | 12.8                                                | 12.7                                                | 11.4                                                | 8.2                                                 | 5.3                                                 | 3.2                                                 | 7.4                                                 |
| Temp. media (°C)                                    | −8.7                                                | −7.1                                                | −3.7                                                | 0.0                                                 | 3.5                                                 | 7.0                                                 | 7.9                                                 | 7.5                                                 | 5.8                                                 | 0.9                                                 | −4.1                                                | −7.4                                                | 0.1                                                 |
| Temp. mín. media (°C)                               | −17.2                                               | −15.0                                               | −10.4                                               | −5.5                                                | −1.3                                                | 3.0                                                 | 4.4                                                 | 4.0                                                 | 1.8                                                 | −4.9                                                | −11.7                                               | −16.1                                               | -5.7                                                |
| Temp. mín. abs. (°C)                                | −28.7                                               | −28.4                                               | −29.8                                               | −20.2                                               | −12.5                                               | −5.7                                                | −1.1                                                | −2.1                                                | −6.5                                                | −21.5                                               | −26.2                                               | −27.4                                               | −29.8                                               |
| Precipitación total (mm)                            | 5.0                                                 | 8.8                                                 | 21.8                                                | 27.9                                                | 31.0                                                | 57.1                                                | 104.8                                               | 95.7                                                | 54.2                                                | 27.9                                                | 4.5                                                 | 2.8                                                 | 441.5                                               |
| Días de precipitaciones (≥ 0.1 mm)                  | 2.8                                                 | 4.9                                                 | 9.4                                                 | 12.9                                                | 17.4                                                | 21.7                                                | 27.3                                                | 27.4                                                | 21.5                                                | 7.1                                                 | 1.9                                                 | 1.4                                                 | 155.7                                               |
| Fuente: Weather China                               |                                                     |                                                     |                                                     |                                                     |                                                     |                                                     |                                                     |                                                     |                                                     |                                                     |                                                     |                                                     |                                                     |